# 뒬롱-프티 법칙
응집물질물리학에서 뒬롱-프티 법칙(Dulong–Petit law)은 모든 결정의 몰비열용량이 온도에 관계없이 기체 상수의 세 배라는 법칙이다. 비교적 높은 온도에서는 정확하지만, 낮은 온도에서는 정확하지 않다.

## 정의

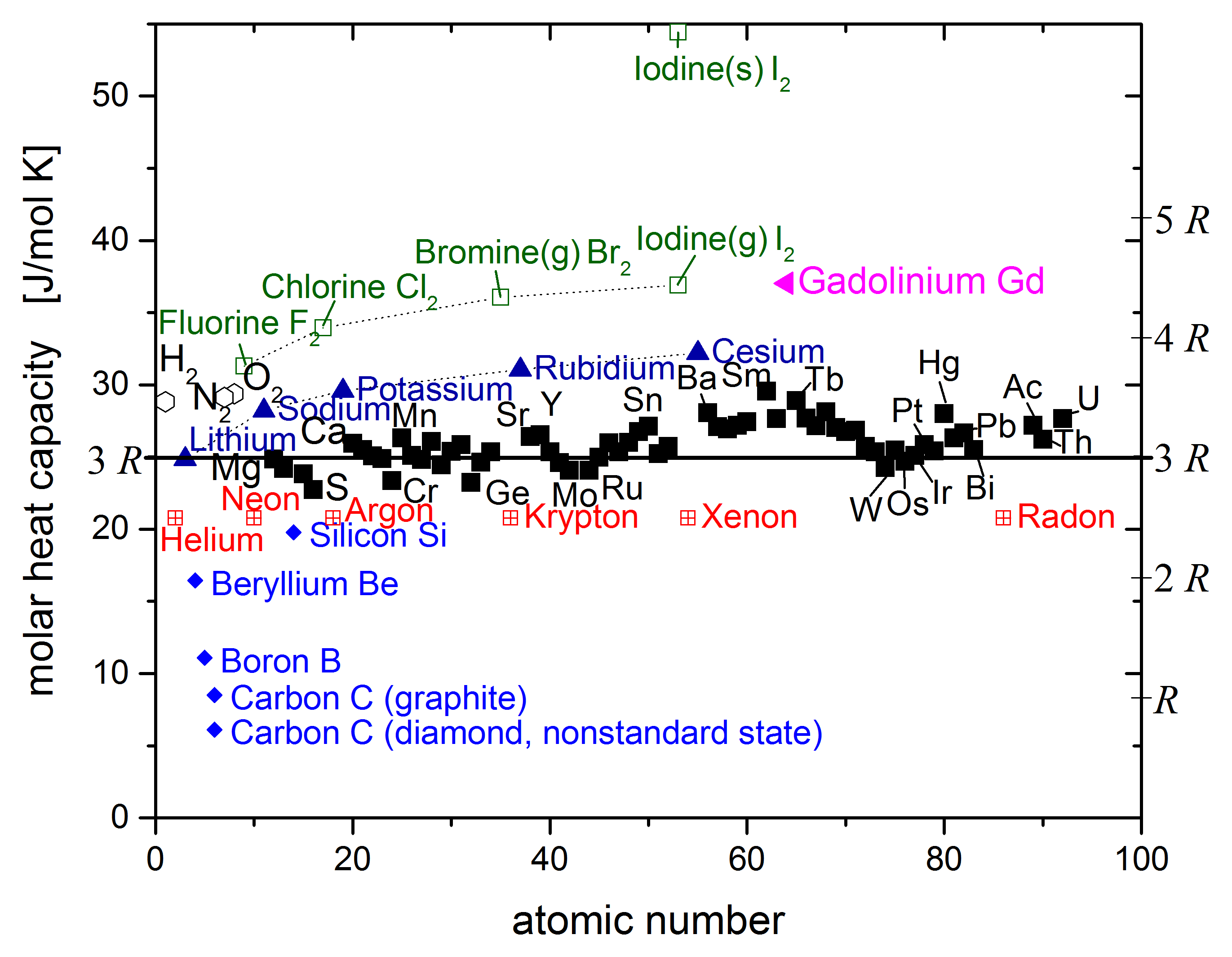

뒬롱-프티 법칙에 따르면, 결정의 몰비열용량 (1몰당 열용량) {\displaystyle c_{m}}은 결정의 종류에 상관없이 기체 상수 {\displaystyle R}의 세 배이다. 식으로 쓰면 다음과 같다.
{\displaystyle c_{m}=3R}.
즉, 질량 비열용량 (단위 질량당 열용량) {\displaystyle c}는 다음과 같다.
{\displaystyle c=3R/M}.
여기서 {\displaystyle M}은 결정의 몰질량이다.

## 역사
피에르루이 뒬롱(프랑스어: Pierre-Louis Dulong)과 알렉시테레즈 프티(프랑스어: Alexis-Thérèse Petit)가 1819년에 발표하였다.

## 같이 보기
- 디바이 모형
- 아인슈타인 모형
- 포논